# Parafia Matki Bożej Różańcowej w Sanoku
Parafia Matki Bożej Różańcowej w Sanoku – parafia Kościoła Polskokatolickiego w RP, położona w dekanacie podkarpackim diecezji krakowsko-częstochowskiej. Msze św. sprawowane są w niedziele i święta o godz. 10.30.

## Historia
Budynek powstał w okresie II Rzeczypospolitej, była to jedna z trzech pierwszych świątyń polskokatolickich. W budynku funkcjonowała Szkoła Podstawowa im. Zygmunta Krasińskiego, a pomieszczenia wykorzystywała także Szkoła Handlowa. Budynek mieści się pod adresem ul. Szkolnej 20, zaś faktycznie przylega do ulicy Juliusza Słowackiego.
Parafia polskokatolicka w Sanoku została ustanowiona w 1961 (w budynku dawnej lecznicy dla zwierząt), pierwsze nabożeństwo zostało odprawione 20 maja 1962. Poświęcenia kaplicy parafialnej przy ul. Szkolnej 20 dokonał 20 maja 1962 bp dr Maksymilian Rode. W 1981 parafia obchodziła uroczyście jubileusz 20-lecia swojego powstania, w którym uczestniczył bp Tadeusz Majewski. Od początku istnienia parafii jej organizatorem i wieloletnim proboszczem był ks. mgr Ryszard Rawicki (1934–2016), pełniący także funkcję dziekana podkarpackiego.
Polskokatolicy bywali określani jako narodowcy lub hodurowcy (od nazwiska Franciszka Hodura, organizatora i pierwszego biskupa Polskiego Narodowego Kościoła Katolickiego).